# Basic Celtos
Basic Celtos je francouzská rapová hudební skupina.
Basic Celtos patří k vůdčím skupinám Rock identitaire français (často se používá zkratka RIF), hudebního hnutí tvořeného pravicovými skupinami a písničkáři. Basic Celtos jsou nezaměnitelní pro svůj typický zvuk, kde kombinují agresivní rapovou hudbu s tradičními evropskými nástroji (např. dudami) a dalšími netradičními prvky, jako například gregoriánskými chorály. Texty písní oslavují rodnou zemi, útočí na globalizaci a volají po zachování tradičních hodnot.
V březnu a dubnu 1999 během náletů NATO v Jugoslávii byli Basic Celtos mezi skupinami, které se účastnily happeningů na bělehradských mostech; cílem happeningů bylo bránit mosty vlastními těly proti vojenským útokům.
Muzikanti z Basic Celtos se v rozhovorech opakovaně hlásí ke své katolické víře.

## Diskografie
- Basic Celtos, r. 1998
- Liberté, r. 1999
- Passalakt!, r. 2001